# Пайкин, Залман Григорьевич
Залман Григорьевич Пайкин (22 ноября 1909 — 1987) — советский военный деятель, участник Великой Отечественной войны, командир 98-й танковой бригады, полковник (15.12.1943).

## Биография

### Начальная биография
Родился 22 ноября 1909 года в городе Невель Витебской губернии. Еврей. Образование. Окончил Орловскую бронетанковую школу (1932), академические КУОС при ВА БТ и МВ (1946).

### Служба в армии
Служба в Красной армии. С мая 1931 по сентябрь 1932 года — курсант Орловской бронетанковой школы.
С сентября 1932 года — командир учебного взвода, пом. командира батальона по учебной части, командир учебной роты, начальник штаба учебного батальона 2-го танкового полка, начальник штаба 2-го танкового батальона 2-го отд. лёгко-танкового полка.
Участвовал в Советско-финляндской войне 1939 - 1940.
С августа 1940 года — адъютант старший и пом. командира батальона по строевой части 161-го отд. учебного танкового батальона 40-й отд. танковой бригады, командир танкового батальона 146-го танкового полка 198-й моторизованной дивизии (Ленинградский военный округ ).

### В Великую Отечественную войну
Начало Великой Отечественной войны встретил в занимаемой должности.
В составе войск 23-й армии воевал на Северном и Ленинградском фронтах.
С конца сентября 1941 года — командир батальона тяжёлых танков 124-го танкового полка 124-й танковой бригады.
С 11 октября 1941 года — зам. командира полка по строевой части, а в ноябре 1941 г. вступил в командование полком. Воевал в составе войск 54-й армии, участвовал в Тихвинских оборонительной и наступательной операциях, в ноябре был тяжело ранен и эвакуирован в госпиталь.
С января 1942 года — командир 2-го отдельного танкового батальона тяжёлых танков. Отличился в обороне Ленинграда. Из наградного листа: 

16.02.1942 года ведя бои с немецкими войсками в районе Погостье Пайкин прорвав передний край обороны немцев, смело атаковал два немецких танка, которые вели огонь по нашей пехоте, не останавливая машин Пайкин на ходу пятью снарядами расстрелял немецкие танки и ворвавшись вперед повел свой танк на немецкие блиндажи, в которых засели немцы. В этом бою Пайкин уничтожил два немецких танка, семь блиндажей и до 35 немецких солдат и офицеров.
11.03.1942 года ведя бой с немцами в районе развилки дорог Шала-Кандуя Майор Пайкин вступил в бой с тремя немецкими ПТО. В течение 15 минут все три пушки врага были уничтожены вместе с их расчетами. Действуя в первом эшелоне Пайкин в этом бою уничтожил три БТО и до 40 немецких солдат и офицеров.
Оседлав своим подразделением развилку дорог Пайкин дал возможность нашей пехоте
решить исход боя полным разгромом немцев на этом участке. В бою за Кондуя Пайкин
также показал образцы мужества и геройства, атаковав немцев с левого фланга, он из
пушки и пулемета истребил до 40 немцев, раздавил 8 землянок, два станковых пулемета и
минометную батарею. Всего в этих боях Майор Пайкин истребил: 2 немецких танка, 3
ПТО, 2 станковых пулемета и до 120 немецких солдат и офицеров.
За мужество и отвагу проявленные в боях с немецкими захватчиками и умелое
командование танковым батальоном достоин правительственной награды орденом Ленина.
Командир 124 Танковой Бригады Полковник (Юдин)
Военком 124 Танковой бригады Полковой комиссар (Сочугов)— 
С апреля 1942 года — зам. командира 122-й отд. танковой бригады по строевой части 54-й армии.
С 25 мая 1942 года — командир 98-й танковой бригады Волховского фронта, воевал в составе 54-й армии, 2-й ударной и 59-й армии.
С января 1943 года — бригада участвовала в боях по прорыву блокады Ленинграда (операция «Искра»), затем действовала на мгинском направлении.
С июля 1943 года — командующий БТ и МВ 23-й армии Ленинградского фронта. Участвовал в Выборгской операции.

### После войны
После войны - командир 39-й отд. гв. танковой бригады, зам. командира по БТВ 19-го гв. стрелкового корпуса, командир 315-го гв. и 75-го гв. танко-самоходных полков (Ленинградский ВО).
Уволен в запас (по болезни) 16 ноября 1954 г.
В 1960 году согласно директиве ГШСА в связи с сокращением Вооруженных сил и по состоянию здоровья (3 ранения) был уволен из ВССА, с правом ношения военной формы. В 1964 году вызван в Центральный комитет ДОСААФ СССР на беседу с маршалом авиации А.И. Покрышкиным. Далее был назначен по строительству и открытии школы ДОСААФ в гор. Ленинград. С 1966 по 1979 г. г. работал на должности начальника Ленинградской городской автомобильной школы № 3 ДОСААФ. За плодотворную работу награждён Почётным знаком Центрального Комитета ДОСААФ. За патриотическую работу награждён именными часами Советского Комитета Ветеранов Великой Отечественной войны.
За время работы школы была подготовлена не одна тысяча специалистов для нужд вооруженных сил: водителей и операторов-планшетистов РЛС.
Скончался в 1987 году в гор. Ленинграде.
Похоронен на Северном кладбище гор. Ленинград. (2-я Коммунистическая площадка).

## Награды
- Орден Ленина (06.11.1947)[2]
- Орден Красного Знамени (29.04.1942)[1]
- Орден Красного Знамени (24.2.1945)[3]
- Орден Кутузова II степени (08.02.1943)[4]
- Орден Отечественной войны I степени (22.06.1944)[5]
- Орден Отечественной войны I степени (6.04.1985)[6]
- Орден Красной Звезды (6.05.1946)[7]
- Медаль «За боевые заслуги» (3.11.1944)[8]
- Медаль «За оборону Ленинграда» (22.12.1942)[9]
- Медаль «В ознаменование 100-летия со дня рождения Владимира Ильича Ленина» (6 апреля 1970)
- Медаль «За победу над Германией в Великой Отечественной войне 1941—1945 гг.» (9 мая 1945[10])[11]
- Юбилейная медаль «Двадцать лет Победы в Великой Отечественной войне 1941—1945 гг.» (7 мая 1965[12])
- Юбилейная медаль «30 лет Советской Армии и Флота»[13]
- Медаль «Сорок лет Победы в Великой Отечественной войне 1941—1945 гг.»[14]
- Медаль «Ветеран Вооружённых Сил СССР»
- Юбилейная медаль «40 лет Вооружённых Сил СССР»[15]
- Юбилейная медаль «50 лет Вооружённых Сил СССР» (26 декабря 1967[16])
- Юбилейная медаль «60 лет Вооружённых Сил СССР» (28 января 1978[17])

## Память
- Его имя увековечено в Главном Храме Вооружённых сил России, и навсегда запечатлено на мемориале «Дорога памяти»
- На могиле установлен надгробный памятник